# Impasse (film, 2009)
Pour les articles homonymes, voir Impasse (homonymie).
Impasse est un film québécois indépendant réalisé, scénarisé et autofinancé par Joël Gauthier en 2009.

## Synopsis
Richard Thomson est un ancien joueur d'argent qui doit régler une dernière dette, il décide d'emprunter une grosse somme au dangereux Michel Hamel et promet de tout rembourser dans un mois. Son fils Alex, un boxeur qui gagne un peu d'argent en dealant de la drogue, vit chez son père avec sa jeune sœur Mélanie. Il apprend que son père a besoin d'argent et décide de l'aider en commettant quelques délits avec l'aide de son ami Patrick Quenneville mais ça ne suffit pas à rembourser la dette de 50 000 dollars.

## Fiche Technique
- Titre : Impasse
- Réalisation : Joël Gauthier
- Scénario : Joël Gauthier
- Production : Claudine Garant
- Pays d'origine : Canada
- Format : Couleurs
- Genre : Drame
- Durée : 83 minutes
- Dates de sortie : 23 octobre 2009

## Distribution
- Normand D'Amour : Richard Thomson
- Joël Gauthier : Alex Thomson
- Mathieu Dufresne : Patrick Quenneville
- André Nadeau : Michel Hamel
- Julie Prieur : Stéphanie Chartrand
- Elise Beaumont : Mélanie Thomson
- Pierre Gendron : Robert Allard
- Gabriel Brown : Garçon au vestiaire